# Марко Крімі
Марко Крімі (італ. Marco Crimi, нар. 17 березня 1990, Мессіна) — італійський футболіст, півзахисник клубу «Трієстина».

## Клубна кар'єра
Народився 17 березня 1990 року в місті Мессіна. Вихованець юнацької команди «Мессіна», втім за першу команду не грав і натомість здавався в оренду до команди «Ігеа Віртус» у Лега Про Секонда Дівізіоне, де зіграв 24 рази, забивши 3 голи.
У 2009 році Крімі приєднався до клубу Серії А «Барі». Він дебютував за «Барі» в Кубку Італії 28 жовтня 2010 року в матчі проти «Торіно» (3:1), а 10 листопада 2010 року дебютував у Серії А, замінивши Алессандро Гацці в матчі проти «К'єво». Тим не менш основним гравцем Крімі не став і з січні 2010 року грав у Серії Б за клуби «Гроссето» та «Латина».
20 серпня 2015 року Крімі перейшов у клуб вищого дивізіону «Болонья». Дебютував за клуб 22 серпня 2015 року в матчі Серії А проти «Лаціо». Однак, цей матч так і залишився єдиним за команду, тому другу половину сезону він провів на правах оренди за «Карпі» з правом викупу. Незважаючи на виліт з Серії А, клуб активізував пункт викупу і Марко провів в команді ще пів року.
Надалі з січня 2017 року грав у складі команд Серії Б «Чезена», «Віртус Ентелла», «Спеція» та «Реджина», а 31 серпня 2021 року перебрався до клубу Серії С «Трієстина». Станом на 2 жовтня 2022 року відіграв за трієстський клуб 35 матчів в національному чемпіонаті.

## Виступи за збірну
Протягом 2011—2013 років залучався до складу молодіжної збірної Італії, з якою став фіналістом молодіжного чемпіонату Європи 2013 року, зігравши на турнірі у 3 іграх. Всього на молодіжному рівні зіграв у 13 офіційних матчах.

## Статистика виступів

### Статистика клубних виступів
| Сезон                      | Команда                    | Чемпіонат                  | Чемпіонат | Чемпіонат | Національний кубок | Національний кубок | Національний кубок | Континентальні кубки | Континентальні кубки | Континентальні кубки | Інші змагання | Інші змагання | Інші змагання | Усього | Усього | Усього |
| Сезон                      | Команда                    | Ліга                       | Ігор      | Голів     | Ліга               | Ігор               | Голів              | Ліга                 | Ігор                 | Голів                | Ліга          | Ігор          | Голів         | Ігор   | Голів  |        |
| -------------------------- | -------------------------- | -------------------------- | --------- | --------- | ------------------ | ------------------ | ------------------ | -------------------- | -------------------- | -------------------- | ------------- | ------------- | ------------- | ------ | ------ | ------ |
| 2008–09                    | «Ігеа Віртус»              | СД                         | 24        | 3         | КІ-ЛП              | 0                  | 0                  | -                    | -                    | -                    | -             | -             | -             | 24     | 3      |        |
| 2009–10                    | «Барі»                     | A                          | 0         | 0         | КІ                 | 0                  | 0                  | -                    | -                    | -                    | -             | -             | -             | 0      | 0      |        |
| 2010-січ. 2011             | «Барі»                     | A                          | 3         | 0         | КІ                 | 2                  | 0                  | -                    | -                    | -                    | -             | -             | -             | 5      | 0      |        |
| Усього за «Барі»           | Усього за «Барі»           | Усього за «Барі»           | 3         | 0         |                    | 2                  | 0                  |                      | -                    | -                    |               | -             | -             | 5      | 0      |        |
| січ.-черв. 2011            | «Гроссето»                 | B                          | 17        | 0         | КІ                 | 0                  | 0                  | -                    | -                    | -                    | -             | -             | -             | 17     | 0      |        |
| 2011–12                    | «Гроссето»                 | B                          | 38        | 0         | КІ                 | 2                  | 0                  | -                    | -                    | -                    | -             | -             | -             | 40     | 0      |        |
| 2012–13                    | «Гроссето»                 | B                          | 25        | 0         | КІ                 | 0                  | 0                  | -                    | -                    | -                    | -             | -             | -             | 25     | 0      |        |
| Усього за «Гроссето»       | Усього за «Гроссето»       | Усього за «Гроссето»       | 80        | 0         |                    | 2                  | 0                  |                      | -                    | -                    |               | -             | -             | 82     | 0      |        |
| 2013–14                    | «Латина»                   | B                          | 31+4      | 2         | КІ                 | 0                  | 0                  | -                    | -                    | -                    | -             | -             | -             | 35     | 2      |        |
| 2014–15                    | «Латина»                   | B                          | 39        | 2         | КІ                 | 2                  | 0                  | -                    | -                    | -                    | -             | -             | -             | 41     | 2      |        |
| Усього за «Латину»         | Усього за «Латину»         | Усього за «Латину»         | 70+4      | 4         |                    | 2                  | 0                  |                      | -                    | -                    |               | -             | -             | 76     | 4      |        |
| 2015-січ. 2016             | «Болонья»                  | A                          | 1         | 0         | КІ                 | 0                  | 0                  | -                    | -                    | -                    | -             | -             | -             | 1      | 0      |        |
| січ.-черв. 2016            | «Карпі»                    | A                          | 19        | 0         | КІ                 | 1                  | 0                  | -                    | -                    | -                    | -             | -             | -             | 20     | 0      |        |
| 2016-січ. 2017             | «Карпі»                    | B                          | 21        | 1         | КІ                 | 0                  | 0                  | -                    | -                    | -                    | -             | -             | -             | 21     | 1      |        |
| Усього за «Карпі»          | Усього за «Карпі»          | Усього за «Карпі»          | 40        | 1         |                    | 1                  | 0                  |                      | -                    | -                    |               | -             | -             | 41     | 1      |        |
| січ.-черв. 2017            | «Чезена»                   | B                          | 18        | 2         | КІ                 | 0                  | 0                  | -                    | -                    | -                    | -             | -             | -             | 18     | 2      |        |
| серп. 2017                 | «Чезена»                   | B                          | 1         | 0         | КІ                 | 2                  | 0                  | -                    | -                    | -                    | -             | -             | -             | 3      | 0      |        |
| Усього за «Чезену»         | Усього за «Чезену»         | Усього за «Чезену»         | 19        | 2         |                    | 2                  | 0                  |                      | -                    | -                    |               | -             | -             | 21     | 2      |        |
| серп. 2017–18              | «Віртус Ентелла»           | B                          | 36+2      | 2         | КІ                 | 0                  | 0                  | -                    | -                    | -                    | -             | -             | -             | 38     | 2      |        |
| 2018–19                    | «Спеція»                   | B                          | 22        | 2         | КІ                 | 1                  | 0                  | -                    | -                    | -                    | -             | -             | -             | 23     | 2      |        |
| 2019–20                    | «Віртус Ентелла»           | B                          | 7         | 0         | КІ                 | 0                  | 0                  | -                    | -                    | -                    | -             | -             | -             | 7      | 0      |        |
| 2020-січ. 2021             | «Віртус Ентелла»           | B                          | 14        | 0         | КІ                 | 2                  | 0                  | -                    | -                    | -                    | -             | -             | -             | 16     | 0      |        |
| Усього за «Віртус Ентелла» | Усього за «Віртус Ентелла» | Усього за «Віртус Ентелла» | 57+2      | 2         |                    | 2                  | 0                  |                      | -                    | -                    |               | -             | -             | 61     | 2      |        |
| січ.-черв. 2021            | «Реджина»                  | B                          | 16        | 0         | КІ                 | 0                  | 0                  | -                    | -                    | -                    | -             | -             | -             | 16     | 0      |        |
| 2021–22                    | «Трієстина»                | C                          | 30+3      | 0         | КІ-C               | 0                  | 0                  | -                    | -                    | -                    | -             | -             | -             | 33     | 0      |        |
| 2022–23                    | «Трієстина»                | C                          | 5         | 1         | КІ-C               | 0                  | 0                  | -                    | -                    | -                    | -             | -             | -             | 5      | 1      |        |
| Усього за «Трієстину»      | Усього за «Трієстину»      | Усього за «Трієстину»      | 35+3      | 1         |                    | 0                  | 0                  |                      | -                    | -                    |               | -             | -             | 38     | 1      |        |
| Усього за кар'єру          | Усього за кар'єру          | Усього за кар'єру          | 361+9     | 15        |                    | 12                 | 0                  |                      | -                    | -                    |               | -             | -             | 384    | 15     |        |